# Ouranopithecus turkae
Ouranopithecus turkae — вымерший вид гоминидов рода уранопитеков из позднего миоцена Турции.
Это известно из местности Чоракьерлер, провинция Чанкыры (центральная Анатолия). Он известен только по трём ископаемым черепам. Датированные фаунистические останки, связанные с окаменелостями O. turkae, были отнесены к позднему миоцену 8,7-7,4 миллионов лет назад, что делает O. turkae одной из самых молодых известных науке ископаемых евразийских человекообразных обезьян.
Севим-Эрол и др. (2023) описали Anadoluvius turkae, новый таксон, основываясь на почти полном нёбе особи мужского пола, на котором сохранились LI1-M3 и RC-M2, и ряде паратипов. Голотип — CO-205 , а паратипы — CO-300 (правый M2), CO-305 (фрагмент нижней челюсти самца), CO-710 (фрагмент нижней челюсти самки), CO-2100 (правый I1) и CO-2800 (фрагментарный череп самки). Название рода происходит от Anadolu, турецкого наименования, которое описывает что-то анатолийское.

## Этимология
Вид относят к роду Ouranopithecus из-за его сходства с вероятным родственным таксоном O. macedoniensis. Видовое название Turkae присвоено в честь обнаружения окаменелостей голотипа в Турецкой Республике.

## Места обитания
Сопутствующие фаунистические останки позволяют предположить, что O. turkae обитал либо в редколесьях, либо на открытой местности типа саванны.

## Внешний вид и строение
Морфологию O. turkae трудно определить из-за полного отсутствия посткраниальных останков. Постклыковая зубная кость уступает по размеру только зубной кости Gigantopithecus, что, возможно, указывает на большой размер тела. Неизвестно, был ли у этого вида половой диморфизм, поскольку нет известных окаменелостей самок. Обезьяна, вероятно, была четвероногой, но нет никаких доказательств, подтверждающих это.

## Питание
Морфология зубов и их износ указывают на то, что рацион состоял из жесткой, абразивной пищи, типичной для среды, в которой, вероятно, обитал O. turkae.

## Поведение
Опять же, отсутствие посткраниальных останков затрудняет определение поведения O. turkae. Окаменелости не были связаны ни с одной самкой этого вида, поэтому можно предположить, что самцы держались поодиночке. Можно также предположить, что O. turkae лазали по деревьям, возможно, чтобы питаться или избегать хищников, хотя их предполагаемый большой размер тела мог затруднить лазание. Некоторые полагают, что O. turkae, вероятно, кормился на земле и не питался на деревьях.